# Rosalba Campra
Rosalba Campra (Jesús María, Córdoba, Argentina, 9 de septiembre de 1940) es una escritora argentina.

## Formación
Después de graduarse en literatura francesa en la Universidad Nacional de Córdoba, y posteriormente pasando a complementar sus estudios en la llamada Universidad de Roma La Sapienza, donde también se graduó al haber conseguido la aprobación de una tesis sobre el modelo narrativo en los cuentos de Cortázar.

## Trayectoria
Rosalba Campra pasó a residir en Roma (Italia), donde principalmente se dedicó a la docencia, y donde obtuvo un cargo estable como profesora en la citada universidad romana, en relación con la enseñanza de la literatura hispanoamericana.
Particularmente interesada en el género fantástico, la escritora perfeccionó sus estudios en la Universidad de Nancy y en la Universidad de París VII Denis Diderot, profundizando su preparación particularmente en cine y en teatro.
Corresponde destacar que también ha escrito numerosos ensayos sobre literatura hispanoamericana, y particularmente sobre los problemas inherentes a la teoría literaria.
Asimismo, autora de varias obras de narrativa, algunos de los escritos de este tipo también se encuentran publicados en italiano:
- I racconti di Malos Aires (en español: Las historias de Malos Aires, publicación de la editorial "Fahrenheit 451" en 1993, texto de cuentos del género gótico-fantástico compuesto de fábulas, narraciones breves, y apologías, en donde, en los alrededores de la 'ciudad de la memoria de Malos Aires', personajes de encantamiento o hechizo (dragones, princesas, y gitanos) son citados fugazmente, pero aun así, dejan sus huellas[3] (cf. [Campra-1993]).

- Territori della finzione: Il fantastico nella letteratura (en español: Territorios de ficción: Lo fantástico en la literatura, publicación del año 2000 de la editorial Carocci –fundada en Roma por Giovanni Carocci– (cf. [Campra-2000]).[18]

- Gli anni dell'arcangelo (en español: Los años del arcángel), publicación de 2012 por la editorial Vértigo (cf. [Campra-2012]).

- America latina: l'identità e la maschera (en español: América Latina: la identidad y la máscara), publicación de 1982 por la editorial Riuniti, y reimpreso en 2006 por Meltemi y en 2013 por Arcoíris (cf. [Campra-1982], [Campra-2006], [Campra-2013]).

También en 2007, Rosalba Campra terminó de editar el primer volumen de las obras de Gabriel García Márquez en la serie I Meridiani (colección publicada por la editorial Arnoldo Mondadori).
Sus publicaciones críticas más importantes son:
- "La selva en el damero: espacio literario y espacio urbano en América Latina" (1989 ; cf.[Campra-1989]).[21]
- "América Latina: la identidad y la máscara" (1998).[8]
- "Territori della finzione: Il fantastico nella letteratura" (2000).[22]

## Experiencia y capacitación profesional
Rosalba Campra ha integrado el comité científico del "Centro internacional de estudios en línea sobre lo fantástico" (en italiano: "Centro Studi Internazionale on line sul Fantastico"), fundado en Nápoles por el sociólogo literario Romolo Runcini.
También se ha dedicado a la creación de libros de artista, y ha participado en conferencias, exposiciones y otras actividades, tanto en Italia como en Inglaterra, México, y Argentina.

## Obras de la autora
- [Campra-1979]  Rosalba Campra, La realtà e il suo anagramma, Giardini, 1979, 139 páginas.[24]

- [Campra-1982]  Rosalba Campra, Jorge Luis Borges, America latina, l'identità e la maschera, Editori Riuniti, 1982, 226 páginas.[25]

- [Campra-1985]  Rosalba Campra, Fantástico y sintaxis narrativa, Centro de Estudios de Literaturas y Civilizaciónes del Río de la Plata, 1985.[26]

- [Campra-1987]  Rosalba Campra, América Latina, la identidad y la máscara, Siglo XXI, 1987, 232 páginas.[8]

- [Campra-1989]  Rosalba Campra, La Selva en el damero: espacio literario y espacio urbano en América Latina, Giardini, 1989, 264 páginas.[27]

- [Campra-1994]  Rosalba Campra, Luis Íñigo Madrigal, Los premios Nóbel de literatura hispanoamericanos, Patiño, 1994, 92 páginas.[28]

- [Campra-1996]  Rosalba Campra, Como con bronca y junando-- la retórica del tango, Edicial, 1996, 98 páginas.[29]

- [Campra-2006]  Rosalba Campra, America Latina: l'identità e la maschera, Meltemi, 2006, 264 páginas.[30]

- [Campra-2007]  Rosalba Campra, Ciudades para errantes, Universidad Católica de Córdoba, 2007, 90 páginas.[31]

- [Campra-2012]  Rosalba Campra, Gli anni dell'arcangelo, Vertigo, 2012, 148 páginas.[32]

- [Campra-2013]  Rosalba Campra, America Latina: L'identità e la maschera, Arcoíris, 2013, 196 páginas.[33]

- [Campra-2014a]  Rosalba Campra, Cortázar, Letture complici, Arcoíris, 2014, 240 páginas.[34]

- [Campra-2014b]  Rosalba Campra, Il sogno della tigre e altri racconti, Arcoíris, 2014, 140 páginas.[35]

- [Campra-2014c]  Rosalba Campra, Itinerarios en la crítica hispanoamericana, Editorial Universitaria Villa Maria, 2014, 233 páginas.[36]

- [Campra-2014d]  Rosalba Campra, Territorios de la ficción: Lo fantástico, Editorial Renacimiento, 2014, 216 páginas.[37]

- [Campra-2015]  Rosalba Campra, Ficciones desmedidas, Macedonia Ediciones, 2015, 116 páginas.[38]

- [Campra-2016]  Rosalba Campra, Los que nacimos en Tlön: Borges o los juegos del humor y del azar, Del Centro Editores, 2016, 204 páginas.[39]